# Tramway d'Île-de-France
Tramway d'Île-de-France (Tramway da Ilha de França) é um sistema de tramway composto por nove linhas. Cinco foram criadas a partir do zero em vias urbanas, e duas decorrentes da modernização das linhas ferroviárias subutilizadas.

## História
Além do metrô e da rede de ônibus, Paris e a região possuíam uma extensa rede de tramways que funcionaram entre 1855 e 1938 em Paris e até 1957 em Versalhes. Face ao congestionamento crônico causado por automóveis, uma nova política de transportes orientada para o transporte público foi posta em prática durante a década de 1970, incluindo o retorno do bonde. A primeira linha no subúrbio parisiense renasceu em 1992 entre Saint-Denis e Bobigny, no departamento de Seine-Saint-Denis. Uma segunda linha aparece em 1997, nascida da conversão da ligne des Coteaux nos Altos do Sena. Duas outras são abertas em 2006, uma marcando a volta do tramway em Paris, que será estendida e dividida em duas em 2012, e uma linha de bonde (embora percorrida exclusivamente por material tram-trem), em Seine-Saint-Denis. Desde então, várias linhas adicionais estão planejadas anunciando um forte desenvolvimento deste modo de transporte durante a década de 2010. Duas linhas abertas em 2013, onde uma que marca a chegada do tramway com pneus em Paris. Paralelamente, devido aos altos custos de criação de novas linhas de bonde, a região Ilha de França favorece o desenvolvimento de linhas de bus à haut niveau de service (BHNS).

## Linhas
Em 2016, há nove linhas de bonde que operam na Ilha de França, todas localizados na periferia da cidade de Paris ou no subúrbio de Paris. Cada linha permanece isolada até agora, e cada uma tem seu próprio pátio e seu material específico, por vezes incompatíveis com as outras linhas. Com exceção da linha T4, operada pela SNCF, todas as outras linhas de tramways são operadas pela RATP.
- Linha 1: Asnières - Gennevilliers - Les Courtilles ↔ Noisy-le-Sec
- Linha 2: Pont de Bezons ↔ Porte de Versailles
- Linha 3a: Pont du Garigliano ↔ Porte de Vincennes
- Linha 3b: Porte de Vincennes ↔ Porte de la Chapelle
- Linha 4: Aulnay-sous-Bois ↔ Bondy
- Linha 5: Marché de Saint-Denis ↔ Garges - Sarcelles
- Linha 6: Châtillon – Montrouge ↔ Viroflay-Rive-Droite
- Linha 7: Villejuif - Louis Aragon ↔ Porte de l'Essonne
- Linha 8: Saint-Denis – Porte de Paris ↔ Villetaneuse-Université / Épinay-sur-Seine
- Linha 11 Express: Sartrouville ↔ Noisy-le-Sec (Tangentielle Nord)

### Linhas em construção
- Linha 9: Porte de Choisy ↔ Orly-Fer à Cheval
- Linha 10: Croix de Berny ↔ Clamart-Place du Garde
- Linha 12 Express: Massy - Palaiseau ↔ Évry - Courcouronnes (Tram-train Massy – Évry)
- Linha 13 Express: Saint-Cyr ↔ Achères-Ville (Tangentielle Ouest)